# Clopidogrel
Il clopidogrel è un farmaco appartenente alla categoria degli antiaggreganti piastrinici con indicazione specifica per la prevenzione e il trattamento di malattie cardiovascolari come ictus e infarto del miocardio. È commercializzato da Bristol-Myers Squibb e Sanofi con il nome commerciale Plavix.

## Indicazioni
Il principio attivo rientra nella famiglia delle tienopiridine il cui meccanismo d'azione è volto all'inibizione di uno dei due recettori piastrinici dell'ADP (molecola in grado di attivare le piastrine), denominato P2Y12. Dapprima è stato utilizzato perlopiù in sostituzione della ticlopidina (un farmaco antipiastrinico con lo stesso meccanismo d'azione del clopidogrel ma con maggiori effetti collaterali) o dell'aspirina, nei casi di intolleranza o allergia a quest'ultima. Studi successivi hanno poi dimostrato un effettivo risultato positivo a confronto con l'aspirina nel caso di infarto del miocardio.
Attualmente è indicato nel trattamento delle sindromi coronariche acute (infarto STEMI, infarto NSTEMI, angina instabile) in associazione all'aspirina. Inoltre deve essere associato all'aspirina per la prevenzione della trombosi dello stent in pazienti sottoposti ad impianto di stent coronarici, per un periodo variabile da 3 mesi a un anno in base al tipo di stent impiantato.
Può essere utilizzato anche nel trattamento dell'ictus e nelle arteriopatie obliteranti periferiche.

## Avvertenze

### Polimorfismo dell'enzima citocromiale CYP2C19
L'enzima CYP2C19 è coinvolto nella conversione del clopidogrel nel metabolita attivo, responsabile dell'attività farmacologica dell'antiaggregante. Questo metabolita è il derivato tiolico del clopidogrel. L'enzima CYP2C19 presenta polimorfismo, presenta cioè forme differenti a cui corrispondono velocità di metabolizzazione diverse. Nei metabolizzatori lenti o intermedi l'attività enzimatica del CYP2C19 è ridotta e questa condizione ha comportato, negli studi clinici, una diminuzione del 30-50% del picco plasmatico e dell'AUC del metabolita attivo del clopidogrel con conseguente minor efficacia antiaggregante piastrinica (nei metabolizzatori lenti o intermedi l'attività piastrinica residua dopo somministrazione di una dose terapeutica di clopidogrel risulta più elevata). Negli studi clinici i metabolizzatori lenti o con attività enzimatica ridotta sono andati incontro ad un tasso di eventi cardiovascolari (ictus, infarto miocardico, morte) più elevato rispetto ai metabolizzatori rapidi, cioè con attività metabolica enzimatica nella norma.

### Intervento chirurgico
L'intervento chirurgico costituisce di per sé una condizione di stress per l'organismo, favorendo l'instaurarsi di una condizione proinfiammatoria e protrombotica che può interferire con la gestione del paziente in terapia antiaggregante con clopidogrel. In questo tipo di paziente, l'intervento chirurgico richiede forzatamente un'attenta valutazione, su base individuale, del rapporto fra rischio emorragico, causato dalla terapia antiaggregante con clopidogrel, e rischio trombotico dovuto alla sospensione della terapia antiaggregante nel periodo perioperatorio (da 7 giorni prima dell'intervento a 30 giorni dopo l'intervento). In caso di intervento chirurgico non urgente (chirurgia elettiva) sarebbe preferibile rimandare l'intervento; in alternativa se il paziente può interrompere la terapia antiaggregante, si raccomanda di sospendere il clopidogrel 5-7 giorni prima dell'intervento (questo lasso di tempo è necessario al ripristino dell'attività piastrinica). In caso di intervento chirurgico d'urgenza, se la terapia antiaggregante non può essere sospesa, valutare la continuazione/sostituzione con acido acetilsalicilico oppure con gli inibitori del recettore della glicoproteina IIb/IIIa caratterizzati da un'emivita più breve (tempo necessario al ripristino della funzione piastrinica compreso fra 4-48 ore) rispetto a clopidogrel. Particolare attenzione deve essere posta per i pazienti sottoposti a intervento di angioplastica percutanea con inserimento di stent. Una delle complicanze più gravi associate all'uso di stent è la trombosi dello stent, processo strettamente dipendente dalla reattività piastrinica; il rischio di questo evento aumenta notevolmente quando si interrompe la terapia antiaggregante con clopidogrel/acido acetilsalicilico. Sospendere la terapia antiaggregante precocemente (prima di un mese in caso di stent metallico e prima di 12 mesi in caso di stent medicato), per ridurre il rischio emorragico in caso di intervento chirurgico, espone il paziente ad un rischio altrettanto importante di trombosi. In questa classe di pazienti, l'intervento chirurgico in elezione dovrebbe essere effettuato non prima di 3-6 mesi in caso stent metallico e non prima di un anno dall'impianto dello stent medicato e in caso di rischio emorragico e trombotico limitati dovrebbe essere continuata la terapia con clopidogrel/acido acetilsalicilico.

### Intervento di chirurgia minore
Queste condizioni – chirurgia oculare, orale, dermatologica, tecniche anestesiologiche, procedure endoscopiche urologiche – possono aumentare il rischio di sanguinamento nei pazienti trattati con clopidogrel. In caso di intervento chirurgico nei pazienti con basso rischio di sanguinamento, indipendentemente dal rischio di trombosi, la terapia con clopidogrel (75 mg) può essere continuata. Nei pazienti con rischio emorragico elevato e basso rischio trombotico, la terapia con clopidogrel deve essere sospesa 5 giorni prima dell'intervento e il paziente deve continuare o iniziare ad assumere acido acetilsalicilico come antiaggregante piastrinico. Nei pazienti con elevato rischio emorragico ed elevato rischio trombotico, il clopidogrel può essere sospeso 5 giorni prima dell'intervento chirurgico se è già trascorso un anno dopo l'intervento di inserimento di stent medicato oppure se sono già trascorse 6 settimane dall'intervento di inserimento di stent non medicato; durante la sospensione del clopidogrel deve essere continuato l'acido acetilsalicilico (per ridurre il rischio di trombosi dello stent ultratardiva). Se l'intervento chirurgico ha carattere di urgenza deve essere valutato il rapporto rischio emorragico/rischio trombotico del singolo paziente; se possibile la terapia antiaggregante dovrebbe essere mantenuta eventualmente sostituendo il clopidogrel con altro antiaggregante piastrinico.

### Procedure endoscopiche toraciche e gastrointestinali
Nei pazienti a basso rischio emorragico, la terapia con clopidogrel non costituisce una controindicazione alla procedura endoscopica. Nel caso si ritenesse opportuno eseguire biopsie, è necessario interrompere la somministrazione di clopidogrel almeno 7-10 giorni prima l'intervento endoscopico. Ciò vale soprattutto per procedure che riguardano l'albero bronchiale, perché il rischio di sanguinamento espone il paziente a rischio di soffocamento.

## Controindicazioni
Controindicata in caso di continue perdite di sangue e sconsigliata durante l'allattamento.

## Dosaggi
- Prevenzione di possibili complicanze aterosclerotiche nelle arteriopatie periferiche, 75 mg al giorno[15]
- Sindrome coronarica acuta senza sovraslivellamento del tratto ST (NSTEMI, angina instabile) 300 mg all'inizio del trattamento poi 75 mg die
- infarto miocardico acuto con sopraslivellamento del tratto ST (STEMI), 300 mg all'inizio del trattamento, in seguito 75 mg. Le dosi sono da evitare se la persona ha un'età superiore ai 75 anni.[15]
- impianto di stent coronarico durante angioplastica coronarica, 300 o 600 mg prima della procedura (a seconda del rischio) poi 75 mg die

## Farmacodinamica
Gli antiaggreganti piastrinici diminuendo l'azione tipica delle piastrine inibiscono la formazione di trombi dove gli anticoagulanti si mostrano inefficaci visto che i trombi si formano dalle piastrine stesse
In particolare il clopidogrel è un profarmaco che, una volta attivato, inibisce irreversibilmente il recettore piastrinico P2Y12.

## Effetti indesiderati
Alcuni degli effetti indesiderati sono gastrite, cefalea, dolore addominale, dispepsia, nausea, vomito, febbre, leucopenia, pancreatite, sindrome di Stevens-Johnson, affaticamento, epatite, vasculite, allucinazioni, artralgia.
Il clopidogrel fa parte della lista dei farmaci che possono essere altamente pericolosi se assunti in associazione con agrumi, in
particolare il pompelmo. Le reazioni comprendono insufficienza renale o respiratoria acuta, emorragie gastrointestinali, tossicità renale e soppressione del midollo osseo.